# Benzion Netanyahu
Benzion Netanyahu (en hebreo, בנציון נתניהו; transliterado, Bentsion, nacido como Benzion Mileikowsky, Varsovia, Imperio ruso, 25 de marzo de 1910-Jerusalén, Israel, 30 de abril de 2012) fue un historiador polaco-israelí, padre del actual primer ministro de Israel: Benjamín Netanyahu.

## Biografía y carrera académica
Benzion Mileikowsky nació en Varsovia, que entonces formaba parte del Imperio Ruso, en 1910. Su padre fue el escritor y activista sionista Nathan Mileikowsky. En 1920, tras la Primera Guerra Mundial, la familia emigró a la Palestina otomana, en la que estaba comenzando oficialmente el Mandato británico. Alli, su padre empezó a firmar artículos con el pseudónimo Netanyahu (hebraización de Nathan) y Benzion adoptó ese pseudónimo como apellido familiar. 
Benzion estudió en la Escuela de Profesores David Yellin y en la Universidad Hebrea de Jerusalén. Fue editor de la Enciclopedia Hebrea. Se especializó en Historia Medieval Sefardí y fue profesor emérito de la Universidad Cornell (Estados Unidos). Hizo su tesis doctoral sobre  Isaac Abrabanel y escribió numerosos ensayos sobre la Inquisición española, incluyendo Los orígenes de la Inquisición en la España del siglo XV (1999).Esta obra recibió severas críticas de parte de historiadores como Yitzhak Baer. En general se ha criticado la obra de Netanyahu por interpretar retrospectivamente la historia de los judíos como una "historia de holocaustos".
En 1976 su hijo Yonatan, que era oficial de la unidad de élite (Sayeret Matkal) del ejército de Israel, fue abatido en el marco de la Operación Entebbe.Su segundo hijo es Benjamín Netanyahu, primer ministro de Israel.

## Actividad política
Netanyahu se unió de joven al sionismo revisionista (es decir, de derechas) fundado por Vladímir Jabotinsky. Fue editor del periódico revisionista Hayarden, en el cual publicó artículos en los que calificaba a los árabes de "salvajes" y los equiparaba a los pieles rojas mientras que los judíos eran, según él, como los estadounidenses anglosajones que debían conquistar la tierra.
En 1940 viajó a Nueva York para trabajar como ayudante del secretario de Jabotinsky. Al morir este a los pocos meses, Netanyahu fue nombrado director ejecutivo de la New Zionist Organization of America. Ocupó el cargo hasta 1948..
Era partidario del Gran Israel y por ello se opuso al plan de Naciones Unidas de partir Palestina en dos estados, uno judío y otro árabe.En 1949, se trasladó de Estados Unidos al nuevo Estado de Israel, donde trató sin éxito de hacer carrera en política. Siguió manteniendo tesis antiárabes y se mostró favorable a la deportación forzosa de todos los árabes de Palestina.